# Eulenhof (Frankenhardt)
Eulenhof ist ein Wohnplatz im Ortsteil Gründelhardt der Gemeinde Frankenhardt im Landkreis Schwäbisch Hall im Nordosten Baden-Württembergs.

## Geographische Lage
Eulenhof liegt etwas über zwei Kilometer ostnordöstlich der Ortsmitte von Gründelhardt und etwa einen halben Kilometer nordöstlich des Nachbarweilers Stetten im Tal des Stettbachs, eines rechten Zuflusses der Speltach. Er liegt etwa hundert Meter vom Lauf entfernt in der bis an die Gemeindestraße von Stetten in Richtung Speltachtal und weiter Crailsheim reichenden Wiesenaue des Baches und grenzt an die ersten Bäume des Waldes Stetteichen auf der anderen Straßenseite.
Der Wohnplatz liegt im Unterraum Burgberg-Vorhöhen und Speltachbucht des Naturraums der Schwäbisch-Fränkischen Waldberge und steht auf Gipskeuper (Grabfeld-Formation).

## Beschreibung
Eulenhof hat nur drei Hausnummern (37, 37/1 und 37/2) und umfasst eine Hofstelle, eine private Sporteinrichtung und die Zentrale eines ländlichen Ausfahrladens. 

## Geschichte
Der Ort ist in der Oberamtsbeschreibung von 1884 nicht unter den Gründelhardter Parzellen aufgeführt und auch das lokale Messtischblatt von 1938 zeigt dort noch keine Bebauung. Das landesgeschichtliche Informationssystem nennt derzeit nur Namen und Siedlungstyp, aber keine Ersterwähnung.